# Odostemon angustifolius
Odostemon angustifolius là một loài thực vật có hoa trong họ Hoàng mộc. Loài này được (Hartw. ex Benth.) Standl. mô tả khoa học đầu tiên năm 1922.